# Captifs
Pour plus de détails, voir Fiche technique et Distribution.
Captifs est un thriller psychologique français réalisé par Yann Gozlan et produit par Sombrero Films, sorti en 2010. Il s'agit du premier long métrage de Yann Gozlan.

## Synopsis
Carole est membre d'une équipe humanitaire dont la mission touche à sa fin. Sur le chemin du retour, elle et ses coéquipiers, Mathias et Samir, sont brutalement enlevés par des criminels. Mathias est blessé à la jambe durant l'attaque. Séquestrés dans une cave aménagée en cellules ils ne sont pas les seuls prisonniers. On les nourrit et un médecin vient régulièrement pour les maintenir en vie, jusqu'au jour où le téléphone sonne.
Les ravisseurs s'emparent de Samir et l'emmènent dans la salle mystérieuse au fond du couloir, laissant Carole et Mathias inquiets. Quelques heures plus tard les geôliers réapparaissent avec un chariot portant le cadavre éviscéré et énucléé de Samir. Ayant découvert les intentions des ravisseurs, Carole et Mathias font tout pour s'évader. La tentative d'évasion de Mathias échoue, et Carole découvre qu'une petite fille, Ana, occupe la cellule voisine. Le téléphone sonne de nouveau et Carole est emmenée à son tour dans la salle d'opération.
Ligotée sur la table, le médecin s'apprête à l'énucléer. Elle réussit à se libérer et tue le médecin, lorsqu'elle sort de la salle elle délivre Mathias et la petite fille. En sortant de la cave, ils se rendent compte qu'une famille vit ici, de la vente de ferraille et d'organes. Une fois dehors ils s'enfuient à travers les bois, ils sont pourchassés par les geôliers et leurs chiens, Mathias diminué par sa jambe blessée se sacrifie pour laisser s'échapper Carole et Ana. Celles-ci sont tout de même rattrapées à la sortie du bois et tentent de s'échapper en se faufilant dans un champ de maïs après que Carole ait tué les chiens des trafiquants. La visibilité réduite pour ses poursuivants, Carole réussira à les tuer l'un après l'autre, non sans se faire grièvement blesser elle aussi. Au bord de l'agonie, des soldats de l'OTAN qui ont entendu les coups de feu repèrent Carole et la jeune Ana puis viennent à leur secours.

## Fiche technique
- Titre : Captifs
- Réalisation : Yann Gozlan
- Scénario : Yann Gozlan et Guillaume Lemans
- Musique originale : Guillaume Feyler
- Photographie : Renaud Chassaing
- Montage : Grégoire Sivan
- Décors : Philippe van Herwijnen
- Costumes : Mahemiti Deregnaucourt
- Production : Alain Benguigui et Thomas Verhaeghe
- Société de production : Sombrero Films
- Société de distribution : BAC Films
- Pays d'origine :  France
- Langue originale : français
- Format : couleur — 2,35:1 Scope
- Durée : 84 minutes
- Dates de sortie :
  - Allemagne : 20 août 2010 (Hamburg Fantasy Filmfest (de))
  - France : 6 octobre 2010
- Classification :
  - France : interdit aux moins de 12 ans

## Distribution
- Zoé Félix : Carole
- Arié Elmaleh : Samir
- Éric Savin : Mathias
- Goran Kostic : le prisonnier slave
- Ivan Franek : le ferrailleur 1
- Igor Skreblin : le ferrailleur 2
- Philippe Krajac : le médecin
- Margaux Gueunier : Ana

## Autour du film

### Mots du réalisateur / scénariste
« Dans les films « de genre », mon intérêt se porte avant tout sur la tension et l'atmosphère. Avec CAPTIFS, mon premier long métrage, j’ai essayé de raconter une histoire simple et classique, loin du trash et d'une narration déstructurée. Je voulais proposer le film le plus haletant et le plus efficace possible avec des personnages auxquels on puisse s'identifier dans un environnement réaliste, en gardant toujours le point de vue de l'héroïne ; c'est à travers elle que l'on appréhende l'environnement angoissant qui l'entoure. Globalement, je préférais privilégier l'épure formelle à la surenchère d'effets. » [réf. souhaitée] 
« Le point d'une femme, celui de Carole est très intéressant ; Carole est autonome, mais peut aussi être fragile. Cette alliance constitue un vrai potentiel dramatique. » [réf. souhaitée]

### Mots des acteurs
Zoé Félix : « Je ne suis pas forcément fan des thrillers horrifiques ou des films de genre, mais le scénario m’a vraiment séduite. Ce n'est qu'une fois sur place que j'ai compris ce que le rôle exigeait. On y sentait déjà une réelle tension. Il y avait un vrai personnage à défendre. On est dans l'action plus que dans la pensée. »[réf. nécessaire]